# Гіперборейці
Гіперборе́ї, Гіперборейці (грец. Hyperboreioi — ті, що живуть по той бік північного вітру) — казковий вічно юний народ, що жив у північній країні Гіпербореї, насолоджувався сонячним світлом. Гіперборейці не знали воєн і чвар, вони ніколи не гнівили Немесіди, в них часто гостював Аполлон. 
Гіперборейці могли жити 1000 років, але коли хтось із них утомлювався життям, міг його вкоротити, кидаючись із скелі в море.